# Tori Matsuzaka
Tori Matsuzaka (松坂桃李, Matsuzaka Tori) (Kanagawa, Japão, 17 de Outubro de 1988), é um ator japonês.

## Filmografia

### Filmes
| Ano  | Título original                                                                        | Título em português | Papel                    | Observações |
| 2009 | Samurai Sentai Shinkenger: Tenkawakeme no Tatakai                                      |                     | Takeru Shiba/Shinken Red |             |
| 2010 | Samurai Sentai Shinkenger vs. Go-onger                                                 |                     | Takeru Shiba/Shinken Red |             |
| 2011 | Tensou Sentai Goseiger vs. Shinkenger                                                  |                     | Takeru Shiba/Shinken Red |             |
| 2011 | Bokutachi wa Sekai wo Kaeru Koto ga Dekinai. But, we wanna build a school in Cambodia. |                     | Kota                     |             |
| 2011 | Antoki no inochi                                                                       |                     |                          |             |
| 2012 | Kyō, Koi o Hajimemasu                                                                  |                     | Kyota Tsubaki            |             |

### Televisão
| Ano  | Título original         | Título em português | Papel                    | Observações |
| 2010 | Death Game Park         |                     | Shoudai Tokunaga         | BeeTV       |
| 2010 | General Rouge no Gaisen |                     | Hideki Takizawa          | Fuji TV     |
| 2010 | Gold                    |                     | Kou Saotome              | Fuji TV     |
| 2010 | Clone Baby              |                     | Takeru Shiba/Shinken Red | TBS         |
| 2011 | Megami no Itazura       |                     |                          | BeeTV       |
| 2011 | Asuko March!            |                     | Aruto Yokoyama           | TV Asahi    |

### Tokusatsu
| Ano  | Título original           | Título em português | Papel                    | Observações        |
| 2009 | Samurai Sentai Shinkenger |                     | Takeru Shiba/Shinken Red | TV Asahi           |
| 2009 | Kamen Rider Decade        |                     | Takeru Shiba/Shinken Red | TV Asahi, ep-24,25 |